# پوکر ودی
پوکر ودی (به ارمنی: Փոքր Վեդի) یک شهر در ارمنستان است که در استان آرارات واقع شده‌است. پوکر ودی در  کیلومتری شمال آرتاشات، مرکز استان آرارات واقع شده است.

## خصوصیات
پوکر ودی ۳٬۱۶۰ نفر جمعیت دارد و در ارتفاع  متر بالاتر از سطح دریا قرار گرفته است.